# Porta Portese

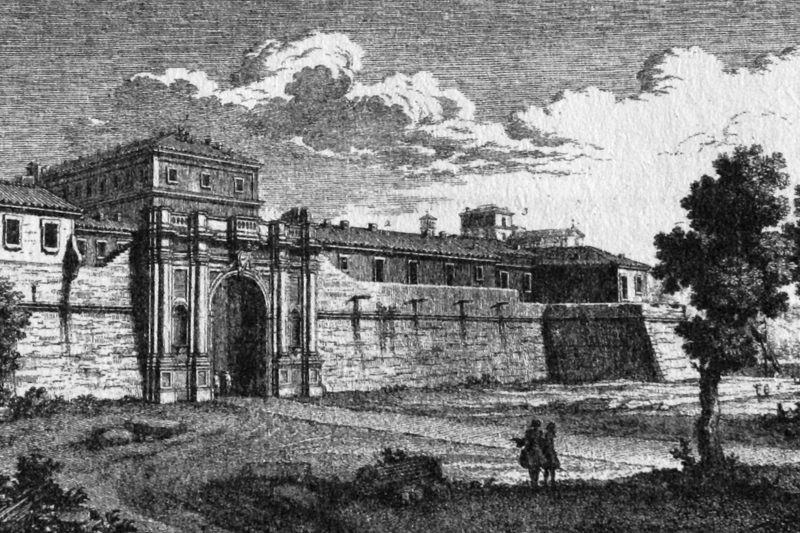
Porta Portese ricostruita da Urbano VIII nel XVII secolo

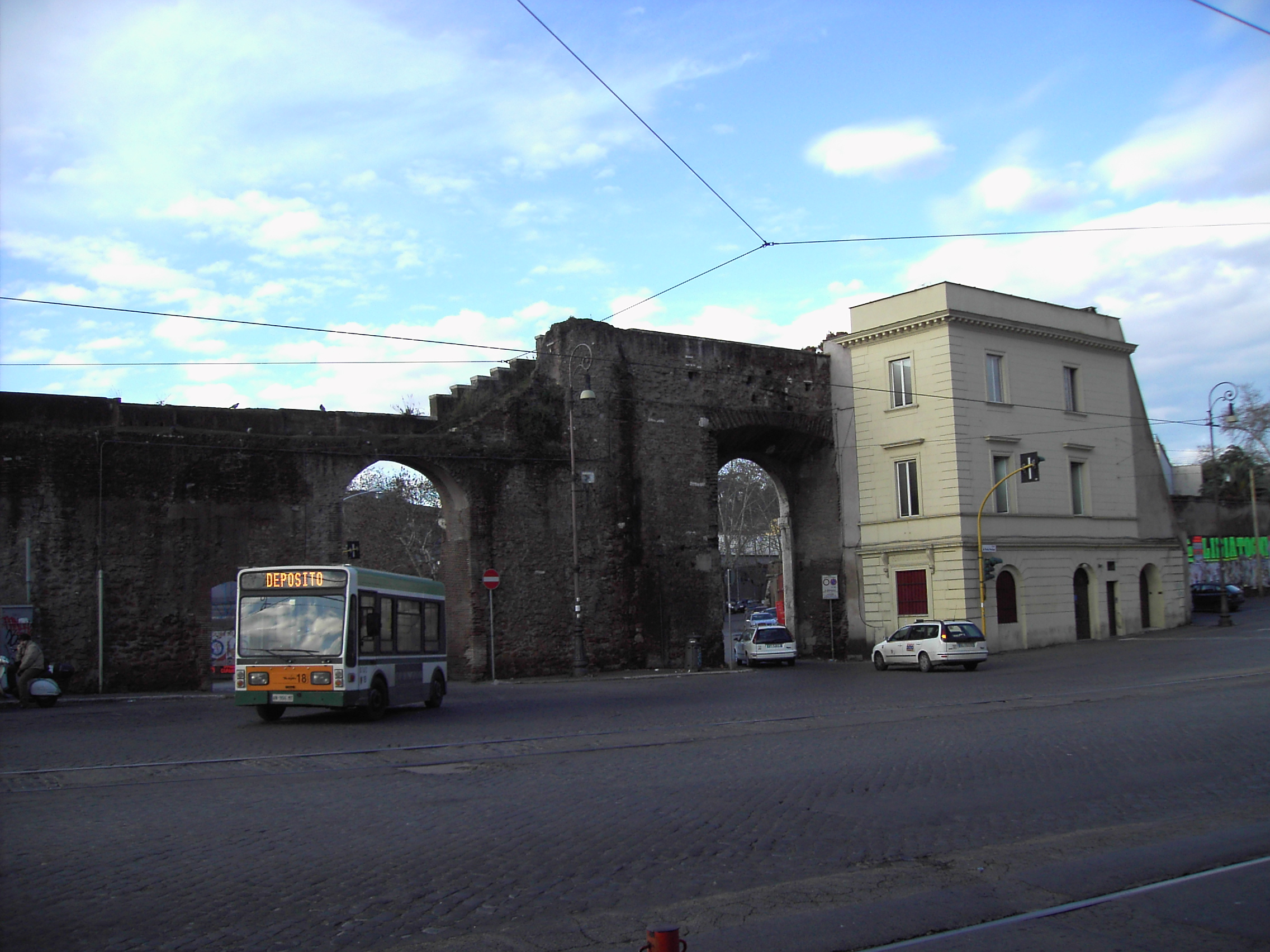
Porta Portese nel 2006 (dal lato dell'omonima piazza).

Porta Portese è una delle porte di Roma, costruita nel 1644 per sostituire la più antica Porta Portuensis.

## Storia
Fu costruita in concomitanza della costruzione delle Mura gianicolensi, ampliamento delle Mura Leonine a difesa del Gianicolo, voluto da papa Urbano VIII Barberini, in sostituzione della precedente Porta Portuensis, nel 1644, dall'architetto Marcantonio De Rossi (padre di Mattia De Rossi), lo stesso che aveva realizzato l'intera cinta gianicolense. Al momento dell'inaugurazione, però, Urbano VIII era morto, e fu Innocenzo X Pamphilj ad apporre il proprio stemma alla porta.
L'aspetto generale è comunque quello di una porta incompiuta e con uno stile piuttosto lontano dai canoni tradizionali, con le nicchie vuote ai lati del fornice, le maestose colonne che sorreggono una sorta di balconata anziché un cammino di ronda merlato e priva, tra l'altro, delle classiche torri laterali.
Dalla porta inizia la via Portuense, la via che reca a Porto, la località alla foce del Tevere, vicino Ostia che aveva sostituito quest'ultima come porto per i rifornimenti della città di Roma. Con l'avanzamento della linea del mare, Porto è stata sostituita da Fiumicino.
Nel 1974 su di una parete della casetta del dazio è stato dipinto uno dei primi murales di Roma dall'artista del labotarorio Porta Segreta di Calcata, Giancarlo Croce.

## Il porto di Ripa Grande e l'arsenale pontificio

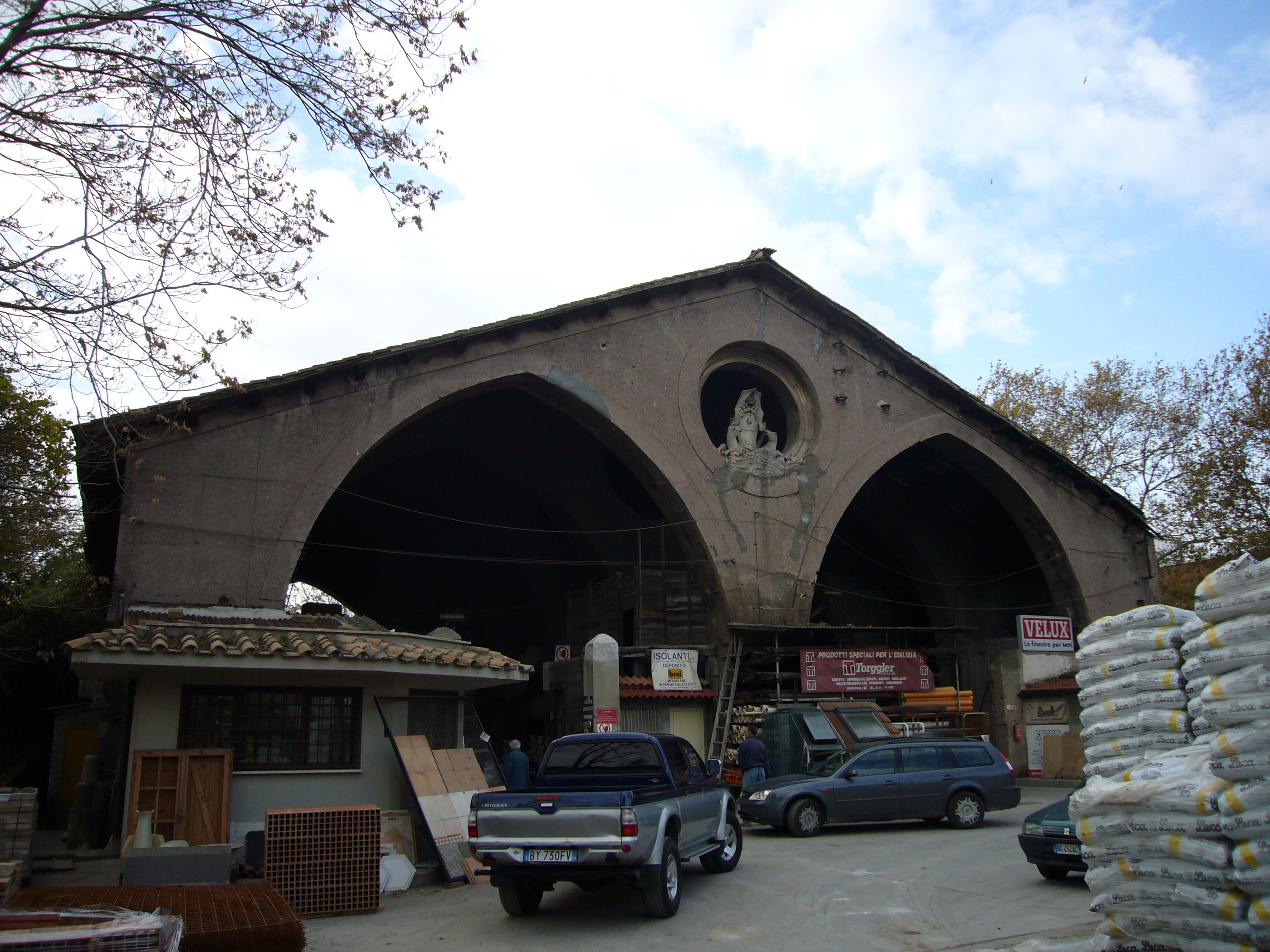
l'arsenale di Ripa Grande

Presso Porta Portese era allocato (all'interno delle mura per ragioni daziarie) il porto fluviale principale di Roma, detto, proprio per ciò, "Ripa Grande". Oltre la porta (per le stesse ragioni daziarie, ovvero perché i materiali destinati ai cantieri pontifici non dovessero pagare dazio, al contrario delle merci destinate alla città), venne costruito a metà del Settecento l'arsenale pontificio.
Con la costruzione dei muraglioni, del porto non restò che il nome, che designa il tratto di Lungotevere tra il San Michele e la rampa lungo il fiume, e dell'arsenale il grande capannone in muratura, riconvertito a deposito di materiali edili (a Roma detto smorzo). Dopodiché per decenni, fino agli anni '70 del Novecento, lo sviluppo urbanistico di Roma capitale distolse gli occhi da questa zona, che rimase destinata a servizi di grande ingombro e di scarso prestigio: i manufatti di scarico del sistema fognante, depositi di materiale edile (tra i quali quello citato), il vecchio canile municipale, un deposito dell'ATAC: la città sembrava finire a viale Trastevere, al di là del quale si estendeva una zona amorfa, punteggiata di baracche e semiabbandonata, regno di ratti, robivecchi con le loro baracche abusive, sfasciacarrozze.

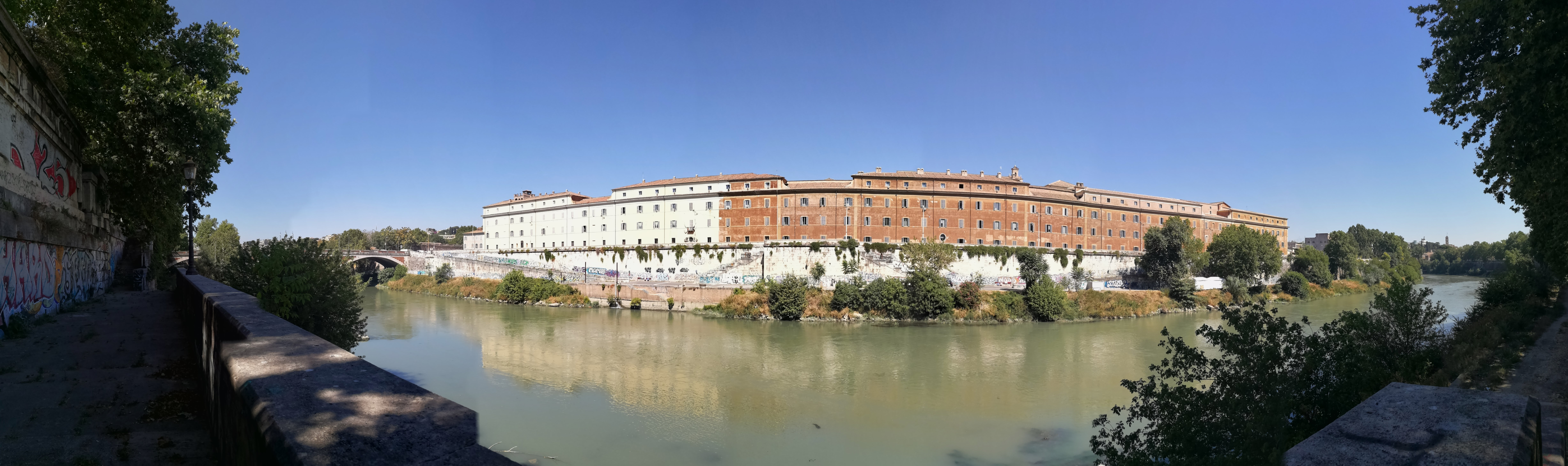
Il complesso monumentale di San Michele e le rampe di Ripa Grande

Lo stesso complesso monumentale di San Michele a Ripa Grande, trasformato e utilizzato solo in parte come carcere minorile fino al 1938, rimase abbandonato e andò sempre più in rovina fino al 1969, quando iniziò il lungo restauro che ha portato l'intero complesso ad ospitare molti uffici del MiBAC (Ministero per i Beni e le Attività Culturali): due direzioni generali, l'Istituto centrale per il catalogo e la documentazione e la scuola di alta formazione, i laboratori di restauro, il laboratorio di fisica e la biblioteca dell'Istituto superiore per la conservazione ed il restauro.

## Il mercato di Porta Portese

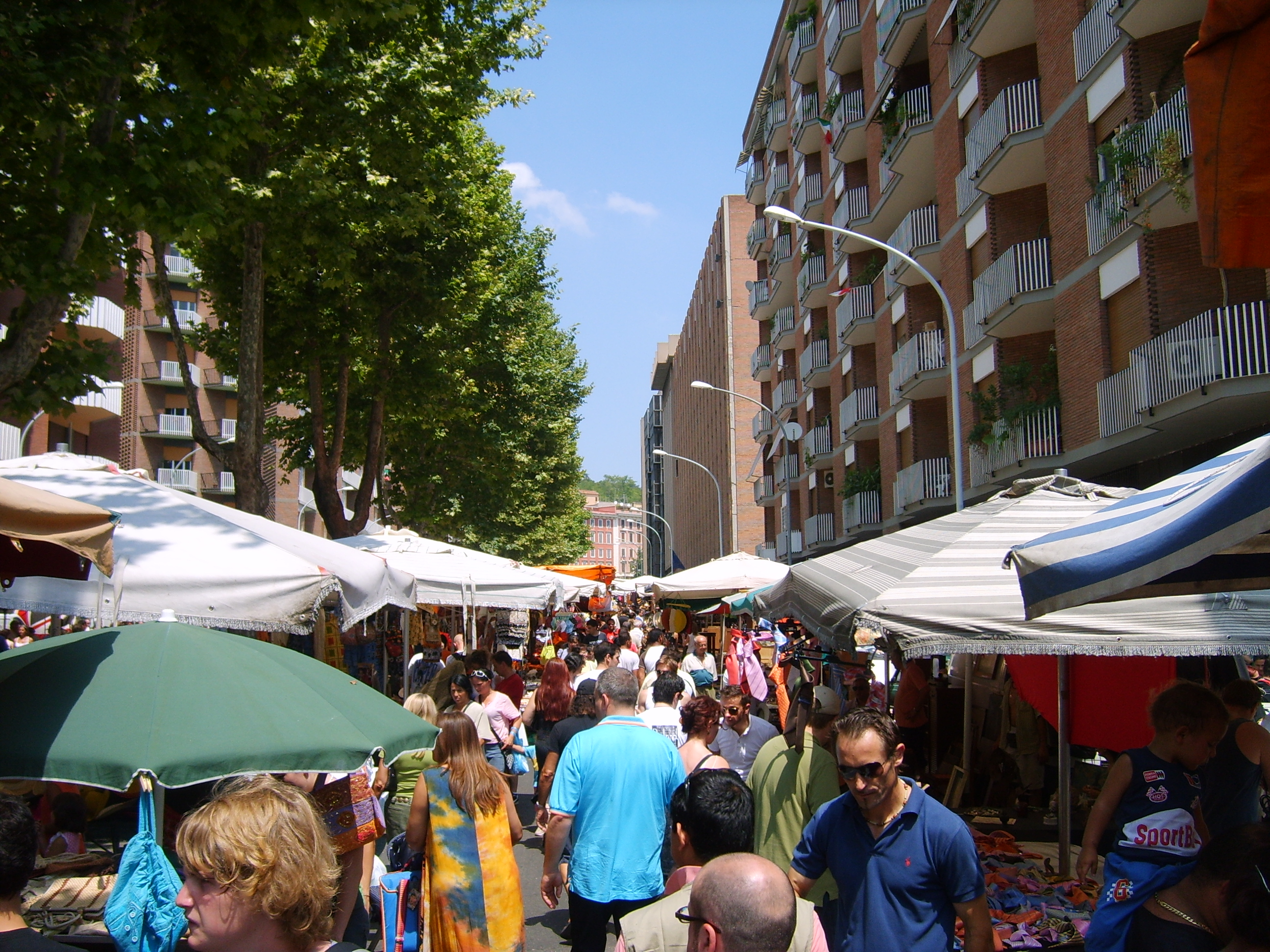
Il mercato di Porta Portese.

Nacque così, intorno al 1945, come mercato delle pulci, quello che è oggi il più famoso e frequentato mercato non alimentare romano, situato subito fuori della porta, lungo la via Portuense e nelle immediate vicinanze fino a viale Trastevere. Il mercato continua a tenersi soltanto la domenica mattina, ma nel tempo alcuni dei titolari delle bancarelle hanno convertito le baracche lungo la strada in impianti commerciali fissi. Gli operatori tradizionali del mercato, riuniti nell'Associazione Operatori di Porta Portese, portano avanti da anni una battaglia con il Comune di Roma per non essere espulsi o posti al margine del mercato. Nel 2008, assieme a Occhio del Riciclone, l'Associazione Operatori di Porta Portese ha diffuso un Manifesto del Riuso avente come primo firmatario Serge Latouche. Nel 2010, in quanto promotrice della fondazione della Rete Nazionale Operatori dell'Usato (Rete ONU), l'Associazione Operatori di Porta Portese ha cofirmato un Manifesto Nazionale del Riuso.
La visita domenicale a Porta Portese è ancora uno svago popolare amato da romani e turisti, come testimonia l'omonimo brano musicale degli anni settanta del cantautore Claudio Baglioni. Negli ultimi anni anche l'immigrazione straniera, sempre più numerosa, frequenta molto intensamente Porta Portese, anche in veste di gestori delle bancarelle per conto dei proprietari italiani. 
In quanto paradigma di mercato, da Porta Portese ha preso il nome anche un giornale, dalla testata omonima, di inserzioni e annunci gratuiti per Roma e tutto il Lazio.

## Collegamenti
| È raggiungibile dalla fermata Porta Portese | del tram 3 |

| È raggiungibile dalle fermate Stazione Trastevere e Trastevere/Pascarella | del tram 8 |